# Stillman Valley, Illinois
Stillman Valley là một làng thuộc quận Ogle, tiểu bang Illinois, Hoa Kỳ. Năm 2010, dân số của làng này là 1120 người.

## Dân số
Dân số qua các năm:
- Năm 2000: 1048 người.
- Năm 2010: 1120 người.